# Burchard Bösche

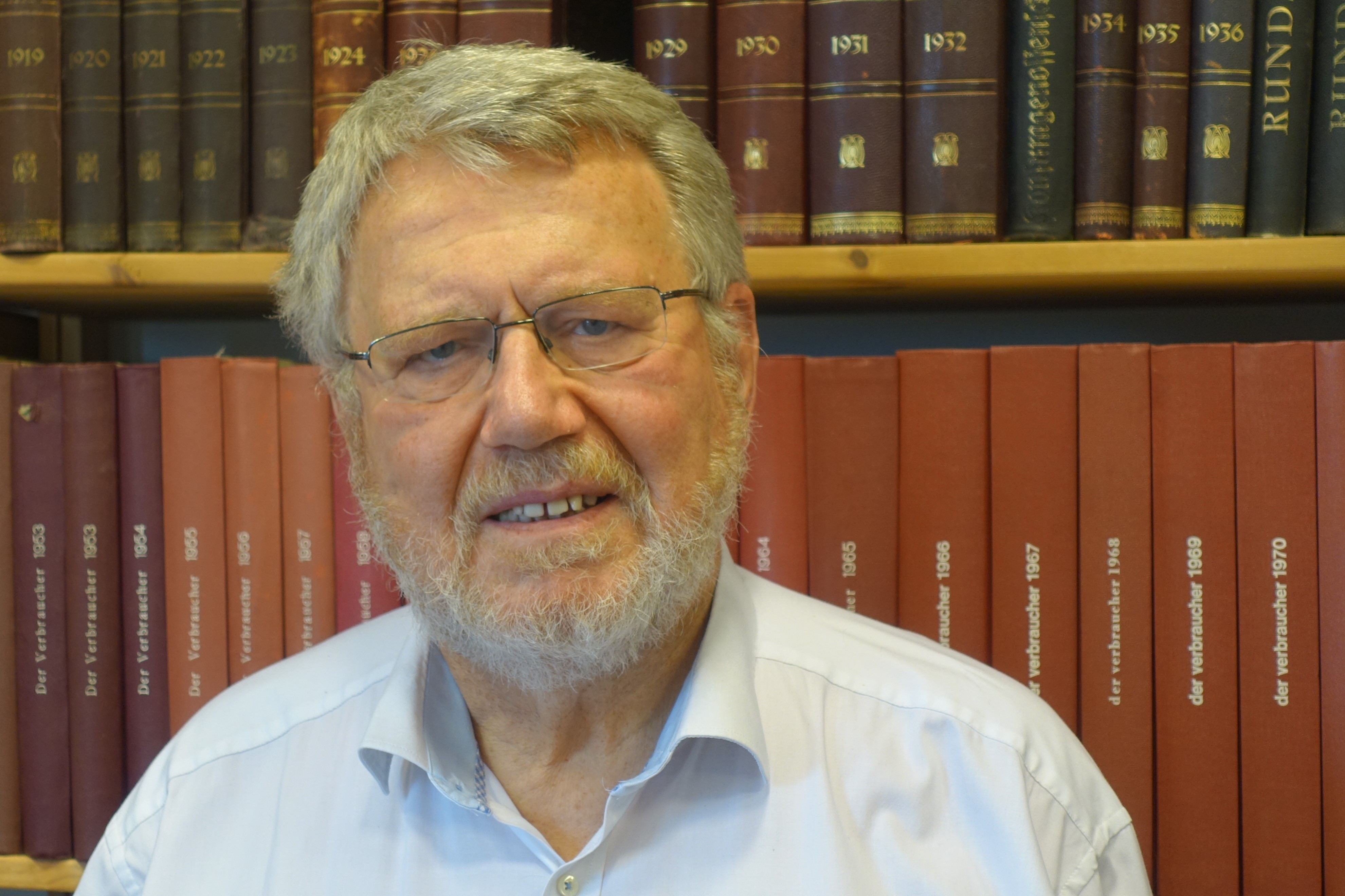
Burchard Bösche (2018)

Burchard Bösche (* 14. September 1946 in Loge (Martfeld); † 23. Oktober 2019 in Hamburg) war ein deutscher Jurist, Gewerkschafter und Autor von Büchern zu den Genossenschaften. Seit 2014 war er Leiter des Hamburger Genossenschaftsmuseums.

## Leben

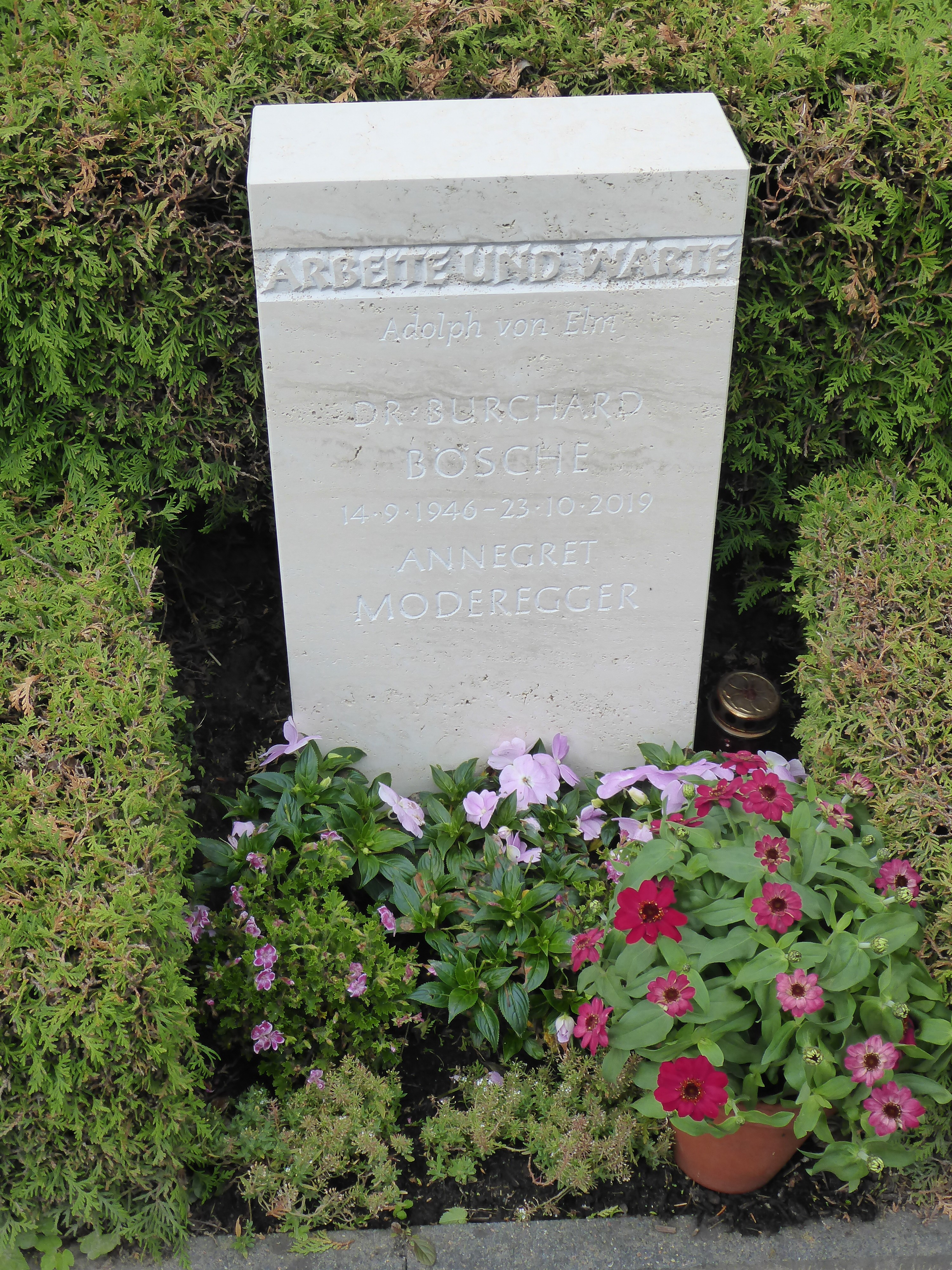
Grab von Burchard Bösche auf dem Stellinger Friedhof

Burchard Bösche war Sohn des Landwirts Johann Bösche und seiner Ehefrau Elisabeth Bösche. Er wuchs auf einer traditionellen Bauernstelle in Niedersachsen auf. 1963 schloss er den Schulbesuch der Mittelschule in Hoya ab und begann eine Lehre als Einzelhandelskaufmann im Lebensmittelbereich in Bremen, die er 1965 erfolgreich beendete. Von 1965 bis 1966 war er in seiner Lehrfirma als Filialleiter tätig. Danach studierte er an der Wirtschaftsakademie in Bremen Betriebswirtschaftslehre. Über den Zweiten Bildungsweg begann er von 1968 ein Studium der Rechtswissenschaft an der Freien Universität Berlin. Die Ausbildung wurde 1971 an der neu eröffneten Universität Bremen im Rahmen mit der einstufigen Juristenausbildung fortgesetzt, die er 1977 abschloss. Danach arbeitete er an einer arbeitsrechtlichen Dissertation. Er schloss sein Studium mit der Promotion ab.
Von 1979 bis 1981 war er Lehrer am Bildungszentrum Oberjosbach das der Gewerkschaft Nahrung-Genuss-Gaststätten (NGG) nahesteht und eine Ausbildungsstätte vornehmlich für Betriebsräte ist. Im Anschluss daran war er 10 Jahre (1982–1992) Gewerkschaftssekretär in der Verwaltungsstelle Frankfurt/Main der Gewerkschaft NGG. Über diese Zeit hat er ein Buch herausgegeben. Von 1992 bis 1997 war er Referatsleiter in der Hauptverwaltung seiner Gewerkschaft in Hamburg, zuletzt als Vorstandssekretär.
Seit 1997 war er Partner der Rechtsanwaltskanzlei Zimmermann, Scholz und Partner. Er war von 2000 bis 2011 Vorstandsmitglied des Zentralverbandes deutscher Konsumgenossenschaften e. V., ab 2003 hauptamtlich. Dabei war er an der Gründung zahlreicher Genossenschaften beteiligt und ist als Autor genossenschaftsrechtlicher Publikationen hervorgetreten. Seit 2000 war er auch Vorstandsmitglied der Heinrich-Kaufmann-Stiftung, seit 2007 Vorstandsmitglied der Kunststiftung Heinrich Stegemann, seit 2011 Vorstandsmitglied der coop-Stiftung Unser Norden und seit 2012 Vorstandsmitglied des Prüfungsverbandes deutscher Konsum- und Dienstleistungsgenossenschaften e. V., Berlin.
Burchard Bösche war maßgeblich beteiligt an der Organisation der Jahrestagungen zur Genossenschaftsgeschichte, die mit internationaler Beteiligung seit 2006 durchgeführt werden, meistens in Hamburg.
Unter seiner Leitung hat die Heinrich-Kaufmann-Stiftung zahlreiche genossenschaftliche Schriften publiziert, u. a. die Tagungsbände der historischen Tagungen, aber auch vielfach historische Texte, wie das genossenschaftliche Liederbuch von Heinrich Kaufmann von 1910. Sein Hauptwerk ist die Biografie über Adolf von Elm. 2018 hat er weitere Biografien bei der Heinrich-Kaufmann-Stiftung herausgegeben: ein Buch über den Genossenschaftler Ferdinand Vieth (1869–1946) und ein Buch über die Gewerkschafterin Helma Steinbach.
Ein großes Publikationsprojekt war die Herausgabe der vollständigen Sammlung der Hefte des Internationalen Genossenschafts-Bulletins, die während des Ersten Weltkrieges monatlich gemeinsam in London und Hamburg herausgegeben wurden. Es sind vier Jahresbände mit über 1.200 Seiten, eine erstrangige Quelle für die wirtschaftliche und soziale Entwicklung in den kriegführenden Staaten Europas und den mitbetroffenen neutralen Nachbarn.
1996 gründete er in der Hauptverwaltung der Gewerkschaft NGG in Hamburg Slow Food Hamburg. 8 Jahre lang war er Leiter des Hamburger Conviviums. 1998–2006 war er Mitorganisator des Käsemarkts am Kiekeberg und wesentlich beteiligt an der Gründung der Käsestraße Schleswig-Holstein (2000).
Mit Annegret Moderegger gründete er im Dezember 2007 die Kunststiftung Heinrich Stegemann, deren Vorstand er angehörte. Die Stiftung widmet sich der Kunst im öffentlichen Raum, der alten Musik mit Hamburger Bezug, speziell zur Gänsemarktoper und generell der Kunst mit demokratischem Anspruch. Gefördert wurden u. a. Wandbilder zu den Sülzeunruhen 1919, zu den Gründern der Genossenschaft „Produktion“, zu dem Justizmord an dem jugendlichen Widerständler Helmuth Hübener und dem Streik in der Lauensteinschen Waggonfabrik (1869) (Wandbild am Gewerkschaftshaus Hamburg). Die Stiftung hat verschiedene Ausstellungen initiiert, u. a. zusammen mit der Alfred Toepfer Stiftung F.V.S.: Heinrich Stegemann 1888–1945, Bilder vom Krieg (2015) und mit der Staats- und Universitätsbibliothek Hamburg: Malerei und Plastik in Deutschland 1936. Die Geschichte einer verbotenen Ausstellung (2016).
Die Literaturkritikerin Annemarie Stoltenberg empfiehlt im NDR die Biografie von Burchard Bösche Das Fest ist ein Essen – das Essen ein Fest unter den besten Lesetipps für den Sommer (2018).
Burchard Bösche war mit Annegret Moderegger, einer ehemaligen Richterin am Hamburger Landgericht und Künstlerin, verheiratet. Er wohnte in Hamburg-Stellingen.

## Auszeichnung
- Raiffeisen/Schulze-Delitzsch-Medaille in Gold

## Veröffentlichungen
- zus. mit Adolf Claussen: Zur Frühgeschichte der Bremer Arbeiterbewegung: Die Entwicklung der Bremer Arbeiterbewegung vom Vormärz bis zum Fall des Sozialistengesetzes – Überblick; Der Bremer Zimmererstreik von 1870. Bremen 1979.
- Bremen unter dem Sozialistengesetz. 1980, ISBN 978-3-88107-014-0.
- 1. Verlangen wir, in Betten zu schlafen…: Materialien und Dokumente zur Geschichte der NGG-Verwaltungsstelle Frankfurt, Festschrift zum 100-jährigen… im Jahre 1984. Erweiterte Neuauflage 2016, ISBN 978-3-7392-3353-6.
- Die Rechte des Betriebsrats bei Kündigung. Anhörung, Widerspruch und Weiterbeschäftigung nach § 102 BetrVG. Bund-Verlag, Frankfurt 1986, ISBN 978-3-7663-0244-1
- zus. mit Wolfgang Däubler: Gestaltung der Zusammenarbeit zwischen Arbeitgeber und Betriebsrat. 1995, ISBN 978-3-409-38271-7.
- zus. mit Gerhard Kirchgäßner, Norbert Trautwein, Wolfgang Rose, Frank Schmidt: DGB-Organisationsreform: Verändern ohne Konzept?, in: Gewerkschaftliche Monatshefte 1/96, S. 17ff
- zus. mit Jan-Frederik Korf: Chronik der deutschen Konsumgenossenschaften. 150 Jahre Konsumgenossenschaften in Deutschland. 100 Jahre Zentralverband deutscher Konsumgenossenschaften e. V., Hamburg 2003.
- Eine große genossenschaftliche Unternehmerpersönlichkeit. In: Gustav Dahrendorf. Heinrich-Kaufmann-Stiftung (Hrsg.), Norderstedt 2004, S. 47–53, ISBN 3-8334-3616-6.
- Wie viel Prüfung braucht der Verein – wie viel Prüfung verträgt die Genossenschaft? Beiträge zum Symposium am 10. Juni 2005 an der Bucerius Law School, Hamburg, Hrsg. ISBN 978-3-931518-62-2.
- Burchard Bösche: Heinrich Kaufmann, Gründer und Vaterfigur des ZdK. Vortrag gehalten auf der 2. Hamburger Tagung zur Genossenschaftsgeschichte vom 2.–3. November 2007 – GenossenschaftsgründerInnen und ihre Ideen. S. 1, Online.
- zus. mit Detlef Grumbach: Wirtschaftliche Vereine. Norderstedt 2010, ISBN 978-3-8391-9041-8.
- Heinrich Kaufmanns Genossenschafts-Liederbuch. Norderstedt 2011, ISBN 978-3-8423-6618-3.
- Kurze Geschichte der Konsumgenossenschaften. Zentralverband deutscher Konsumgenossenschaften e. V. (Hrsg.), ohne Datum.
- Adolph von Elm – Der ungekrönte König von Hamburg. Heinrich-Kaufmann-Stiftung, Hamburg 2015, ISBN 978-3-7347-6357-1.
- Die Initiative der Konsumgenossenschaften für Konsumentenkammern,  den Vorläufern der Verbraucherzentralen in Beiträge zur 9. Tagung zur Genossenschaftsgeschichte 2014. Norderstedt 2015, ISBN 978-3-7392-2219-6, S. 89.
- Das Hamburger Genossenschaftsmuseum. In: Tiedenkieker. Hamburgische Geschichtsblätter, hrsg. vom Verein für Hamburgische Geschichte, N.F. Nr. 7/2016, S. 37–42.
- Der kühnen Bahn nun folgen wir, die uns geführt Lassalle. Textbuch einer Totenfeier für Ferdinand Lassalle, Kunststiftung Heinrich Stegemann (Hrsg.), Hamburg 2016, ISBN 978-3-7392-3003-0.
- Das Fest ist ein Essen – das Essen ein Fest. Norderstedt 2018, Books on Demand, ISBN 978-3-7460-7964-6.
- Geschichte und Aktualität der Genossenschaftsidee in Hamburg in: Gerd Pohl/Klaus Wicher(Hrsg.): Lebenswertes Hamburg, VSA: Verlag, Hamburg 2019, S. 104–117, ISBN 978-3-89965-892-7